# 耶律稍
耶律稍（?—?），为耶律倍第三子，辽世宗同母弟（《契丹国志》作辽世宗与甄皇后第四子），辽景宗保寧元年（963年）四月，封為吳王。被奴僕誣告，遼景宗殺死他的奴僕。
辽圣宗統和元年（983年）十月，為上京臨潢府留守，行臨潢府尹。三年（985年），遼聖宗命他主持秦王韓匡嗣的葬祭，后耶律稍沒有記載。《遼史·耶律倍传》說有耶律稍的單獨傳記，但事實上卻沒有。